# Troféu Prince of Wales

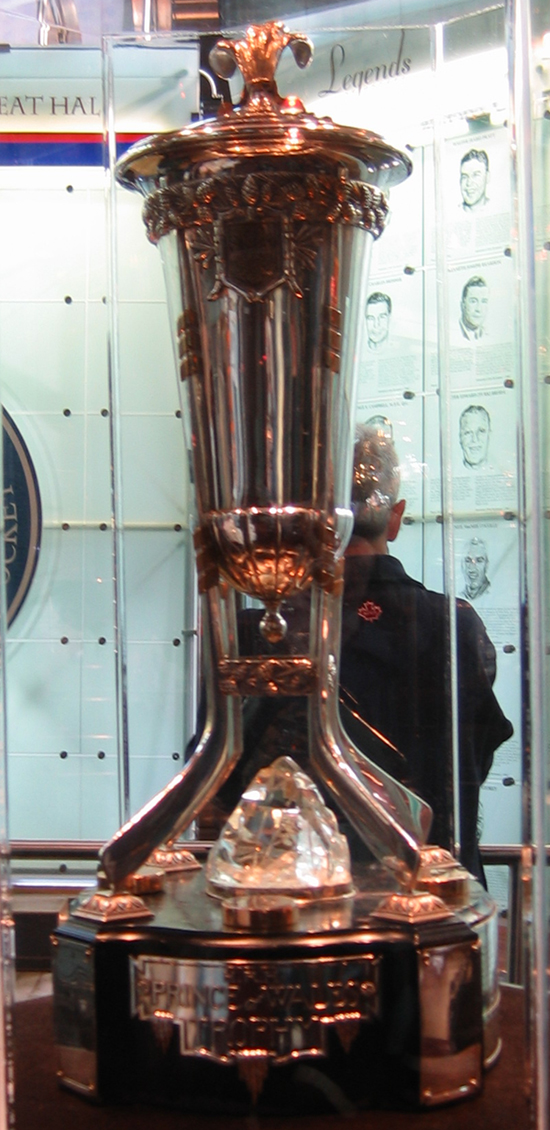
O Troféu Prince of Wales

Troféu Príncipe de Gales (Prince of Wales Trophy em inglês) é o troféu dado ao vencedor da Conferência Leste da NHL (antigamente conhecida como Conferência Wales), que enfrentará o vencedor do Troféu Clarence S. Campbell, na disputa pela Copa Stanley.
O troféu surgiu em 1925, após ter sido doado por Eduardo, Príncipe de Gales (subsequentemente homenageado no nome da taça), sendo dado ao Montreal Canadiens após vencer o New York Americans no jogo inicial da temporada 1925-26 da NHL no Madison Square Garden. Em 1927 foi dado ao vencedor da NHL (que em seguida disputaria a Copa Stanley contra o campeão da WHL) e, em 1928, ao campeão da temporada regular da NHL. Entre 1927 e 1938 foi dado ao campeão da Divisão Americana da NHL; entre 1938 e 1967, ao vencedor da temporada regular. Com a expansão de 1967, passou a ser usada para o vencedor da Conferência Leste/Wales (embora entre 1974 e 81, tenha servido para o campeão da temporada regular em vez dos playoffs).
De acordo com a tradição, o capitão do time que o conquista não pode encostar no troféu, porque o objetivo real seria ganhar a Copa Stanley. Ele apenas posa ao lado dele.

## Títulos por equipe
Negrito indica títulos da Copa Stanley.
| Titulos                    | Equipe              | Anos |
| 25                         | Montreal Canadiens  | 1924, 1925, 1944, 1945, 1946, 1947, 1956, 1958, 1959, 1960, 1961, 1962, 1964, 1966, 1968, 1969, 1973, 1976, 1977, 1978, 1979, 1981, 1986, 1989, 1993 |
| 17                         | Boston Bruins       | 1928, 1929, 1930, 1931, 1933, 1935, 1938, 1939, 1940, 1941, 1971, 1972, 1974, 1988, 1990, 2011, 2013, 2019                                           |
| 13                         | Detroit Red Wings   | 1934, 1936, 1937, 1943, 1950, 1951, 1952, 1953, 1954, 1955, 1957, 1965                                                                               |
| 6                          | Pittsburgh Penguins | 1991, 1992, 2008, 2009, 2016, 2017 |
| 5                          | New Jersey Devils   | 1995, 2000, 2001, 2003, 2012 |
| 5                          | Tampa Bay Lightning | 2004, 2015, 2020, 2021, 2022 |
| 4                          | Florida Panthers    | 1996, 2023, 2024, 2025 |
| 4                          | New York Rangers    | 1932, 1944, 1994, 2014 |
| 4                          | Philadelphia Flyers | 1985, 1987, 1997, 2010 |
| 3                          | Buffalo Sabres      | 1975, 1980, 1999 |
| 3                          | New York Islanders  | 1982, 1983, 1984 |
| 2                          | Washington Capitals | 1998, 2018 |
| 2                          | Carolina Hurricanes | 2002, 2006 |
| 2                          | Chicago Black Hawks | 1967, 1970 |
| 2                          | Toronto Maple Leafs | 1948, 1963 |
| 1                          |                     | |
| Ottawa Senators            | 2007                | |
| Ottawa Senators (original) | 1927                | |
| Montreal Maroons           | 1926                | |